# Robert Mifka
Robert Mifka, né le 28 avril 1941, est un ancien joueur tchécoslovaque de basket-ball. Il évolue au poste de meneur.

## Palmarès
- Finaliste du championnat d'Europe 1967
- 3e du championnat d'Europe 1969
- 3e de l'Universiade d'été de 1961
- Coupe des coupes 1969